# Saljut 6
| Saljut 6               | Saljut 6                                          |
| ---------------------- | ------------------------------------------------- |
| Saljut 6               |                                                   |
| Einsatzdaten           |                                                   |
| Start: (Basismodul)    | 29. September 1977 06:50:00 UTC Baikonur LC200/39 |
| Wiedereintritt:        | 29. Juli 1982                                     |
| Besatzungen:           | 16 Besatzungen                                    |
| Bemannt im Orbit:      | 685 Tage                                          |
| Insgesamt im Orbit:    | 1764 Tage                                         |
| Erdumkreisungen:       | 28.024                                            |
| Apogäum:               | 275 km                                            |
| Perigäum:              | 219 km                                            |
| Umlaufzeit:            | 89,1 min                                          |
| Bahnneigung:           | 51,6°                                             |
| Zurückgelegte Strecke: | 1.136.861.930 km                                  |
| Gesamtmasse:           | 19.000 kg                                         |

Saljut 6 war eine sowjetische Raumstation innerhalb des zivilen Programms Saljut, die am 29. September 1977 mit einer Proton-Trägerrakete gestartet wurde. Beruhend auf dem Design der Vorgängertypen der unter dem Namen Saljut zusammengefassten zivilen DOS- und militärischen OPS-Reihen wies sie einige wichtige Neuerungen auf, so einen zweiten Kopplungsstutzen am Heck mit speziellen Versorgungsanschlüssen. Damit konnten erstmals die unbemannten und effizienten Transportraumschiffe Progress an der Station andocken und sie mit Treibstoff und anderen Frachten versorgen. Mit Saljut 6 waren dadurch erstmals Langzeitmissionen möglich.
Zwischen 1977 und 1982 wurde die Station von sechs Langzeit- und elf Besuchsmannschaften besucht, darunter im Rahmen des Interkosmos-Programms auch erstmals von Raumfahrern aus anderen Staaten. Bereits die erste Langzeitbesatzung von Saljut 6 brach mit einem Aufenthalt von 96 Tagen den damaligen, 1973/74 an Bord der US-amerikanischen Station Skylab aufgestellten Rekord. Der längste Aufenthalt an Bord dauerte 185 Tage. Die vierte Langzeitbesatzung installierte eine 10-Meter-Radioteleskopantenne. Im Jahr 1981 koppelte mit Kosmos 1267 ein TKS-Raumschiff des militärischen Almas-Programms zu Testzwecken an die Station an. Damit lieferte Saljut 6 die Grundlage für den Bau einer modularen Raumstation. Die Nutzung des Komplexes durch eine Besatzung konnte allerdings nicht erfolgen, da die letzte Besatzung Saljut 6 bereits vor dem Ankoppeln von Kosmos 1267 verlassen hatte. Saljut 6 wurde am 29. Juli 1982 zum kontrollierten Absturz über dem Südpazifik gebracht.

## Saljut-6-Expeditionen
Die erste geplante Langzeitbesatzung startete mit Sojus 25 zu Saljut 6. Nach zwei Tagen erreichten Wladimir Kowaljonok und Waleri Rjumin die Station, konnten aber wegen eines Fehlers mit dem Kopplungsmechanismus ihres Raumschiffes nicht ankoppeln.
Saljut 6 hatte danach insgesamt sechs Langzeitbesatzungen. Am 10. Dezember 1977 erreichte die erste Stammbesatzung Saljut 6 EO-1, bestehend aus Juri Romanenko und Georgi Gretschko, mit Sojus 26 die Station und blieb 96 Tage. Die zweite Langzeitbesatzung Saljut 6 EO-2 (Wladimir Kowaljonok und Alexander Iwantschenkow in Sojus 29) dockte am 15. Juni 1978 an die Station und lebte und arbeitete dort 140 Tage. Wladimir Ljachow und Waleri Rjumin kamen mit Sojus 32 am 25. Februar 1979 zur Station und bildeten die Stammbesatzung Saljut 6 EO-3. Sie blieben 175 Tage. Die vierte Langzeitbesatzung Saljut 6 EO-4 erreichte mit Sojus 35 am 9. April 1980 Saljut 6. Die Besatzung führte mit 185 Tagen den längsten Aufenthalt im Weltall durch und bestand aus Leonid Popow und Waleri Rjumin. Die nächste Mission Saljut 6 EO-5 war eine Reparaturmission und dauerte nur zwölf Tage. Leonid Kisim, Oleg Makarow und Gennadi Strekalow kamen mit Sojus T-3 am 27. November 1980 zur Station. Am 12. März 1981 besuchte die letzte Stammmannschaft Saljut 6 EO-6, bestehend aus Wladimir Kowaljonok und Wiktor Sawinych, die Raumstation und blieb 75 Tage.
Daneben besuchten insgesamt zehn Besatzungen auf Kurzzeitmissionen (Saljut 6 EP-1 bis Saljut 6 EP-10) die Raumstation Saljut 6 und brachten Versorgungsgüter und teilweise Raumfahrer anderer Nationen im Rahmen des Interkosmos-Programms mit.
Alle bemannten Missionen sind in der Liste bemannter Missionen zur Raumstation Saljut 6 zu finden. Die Expeditionen sind in der Liste der Saljut-6-Expeditionen aufgeführt.

## Saljut-6-EVAs
| Raumschiff                 | Aussteigende               | Start (UTC)              | Ende (UTC)               | Dauer       | Kommentar                    |
| -------------------------- | -------------------------- | ------------------------ | ------------------------ | ----------- | ---------------------------- |
| Saljut 6 – PE-1 – Sojus 26 | Romanenko & Gretschko      | 19. Dezember 1977, 21:36 | 19. Dezember 1977, 23:04 | 1 h, 28 min | Test des Orlan-D-Raumanzugs  |
| Saljut 6 – PE-2 – Sojus 29 | Kowaljonok & Iwantschenkow | 29. Juli 1978, 04:00     | 29. Juli 1978, 06:20     | 2 h, 05 min | Einholen von Experimenten    |
| Saljut 6 – PE-3 – Sojus 34 | Rjumin & Ljachow           | 15. August 1979, 14:16   | 15. August 1979, 15:39   | 1 h, 23 min | Entfernen des Radioteleskops |

## Technische Daten
- Anzahl der Kopplungsstutzen: 2
- Länge: 15,8 m
- Maximaler Durchmesser: 4,15 m
- Bewohnbares Volumen: 90 m³
- Startgewicht: 19.824 kg
- Spannweite der Solarpaneele: 17 m
- Solarzellenfläche: 51 m²
- Anzahl der Solarpaneele: 3
- erzeugte Leistung: 4–5 kW
- Unbemannte Missionen: 13
- Haupttriebwerke: 2
- Schub eines Haupttriebwerks: 2,9 kN